# Agios Sotír
Agios Sotír (Agios Sotir, Agios Sotiras) är en ort i Grekland.   Den ligger i prefekturen Nomarchía Dytikís Attikís och regionen Attika, i den sydöstra delen av landet, 30 km nordväst om huvudstaden Aten. Agios Sotír ligger 421 meter över havet och antalet invånare är 488.
Terrängen runt Agios Sotír är kuperad. Runt Agios Sotír är det ganska tätbefolkat, med 65 invånare per kvadratkilometer. Närmaste större samhälle är Mándra, 8,3 km sydost om Agios Sotír. 